# Marian Duś
Marian Duś (* 25. Juni 1938 in Róża, Woiwodschaft Karpatenvorland, Polen; † 9. September 2021 in Warschau) war ein polnischer römisch-katholischer Geistlicher und Weihbischof in Warschau.

## Leben
Der Erzbischof von Warschau und Gnesen, Stefan Kardinal Wyszyński, spendete ihm am 9. Juni 1968 nach seiner theologischen Ausbildung die Priesterweihe für das Erzbistum Warschau. In den ersten Jahren arbeitete er als Vikar in Grójec und nach seinem Doktorat in Sozialwissenschaften war er Präfekt am Diözesanseminar in Warschau und Dozent für Soziologie. 1977 wurde er Pfarrer der Pfarrei St. Peter und Paul und Propst der gleichnamigen Stiftskirche im Warschauer Stadtteil Pyry. 1979 wurde er Dekan des Dekanats Piaseczno.
Papst Johannes Paul II. ernannte ihn am 21. Dezember 1985 zum Weihbischof in Warschau und Titularbischof von Thenae. Die Bischofsweihe spendete ihm der Erzbischof von Warschau und Gnesen, Józef Kardinal Glemp, am 6. Januar des nächsten Jahres; Mitkonsekratoren waren die Warschauer Weihbischöfe Kazimierz Romaniuk und Władysław Miziołek. Sein Wahlspruch In cruce salus („Im Kreuz ist Heil“) entstammt der Karfreitagsliturgie.
Am 4. November 2013 nahm Papst Franziskus sein aus Altersgründen vorgebrachtes Rücktrittsgesuch an. Er starb nach langer Krankheit im Alter von 83 Jahren in Warschau.